# St. Ludger (Duisburg-Neudorf)

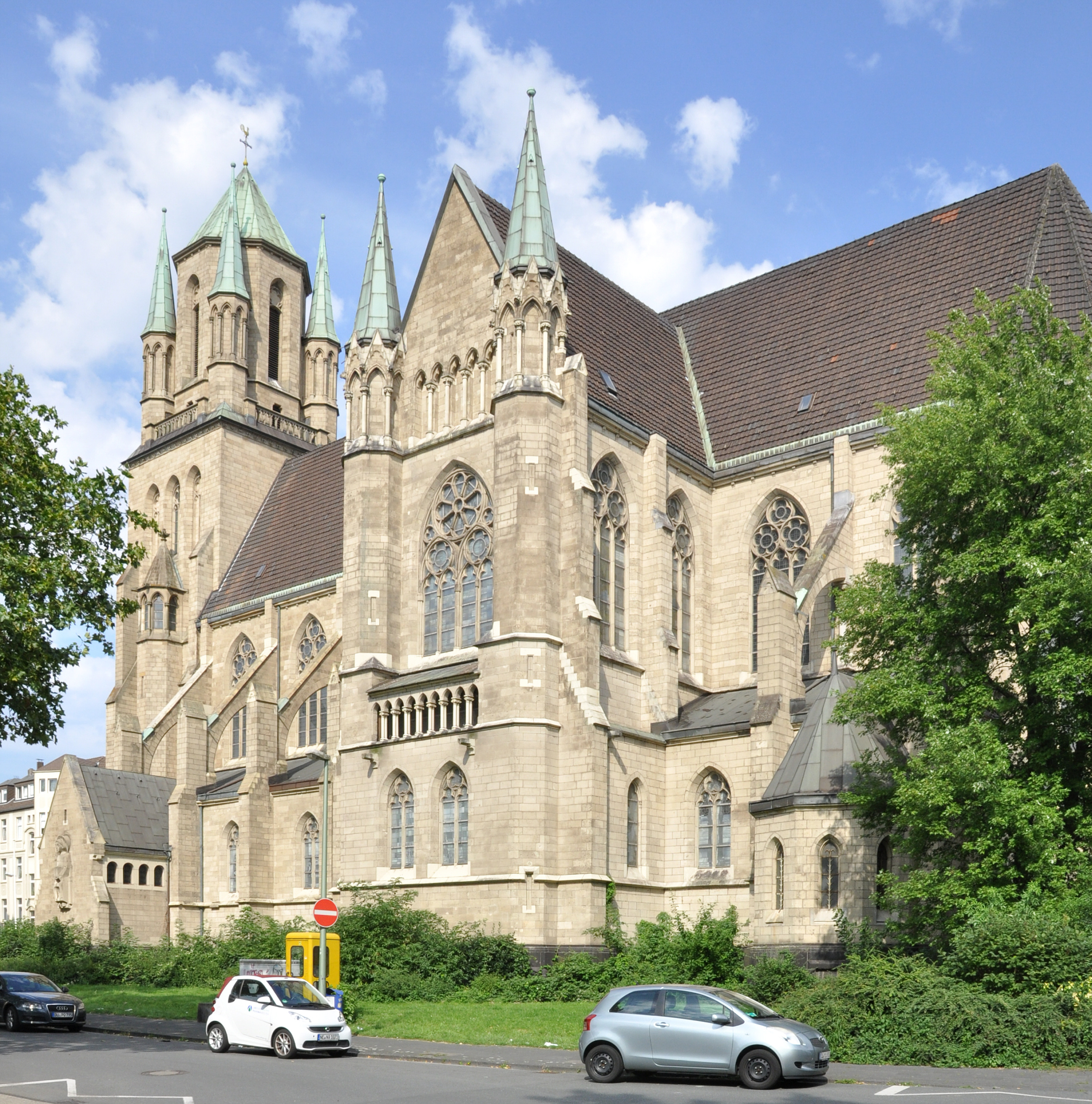
Außenansicht der Ludgerikirche

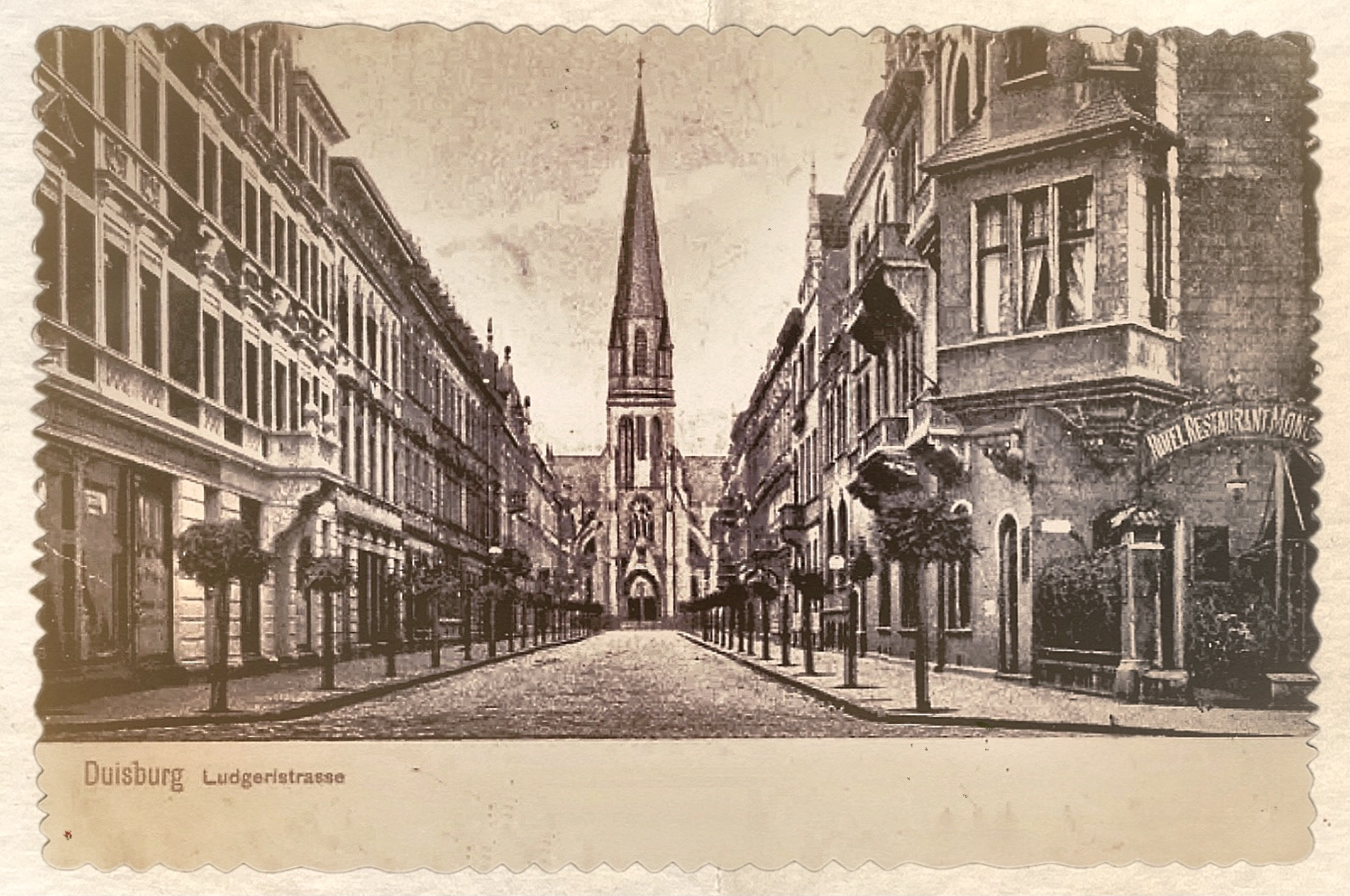
Alte Postkarte mit Blick auf die St.-Ludgeri-Kirche in Neudorf. Abgebildet ist der alte Spitzturm, die bis zum Bombenangriff 1945 bestand.

Die römisch-katholische Kirche St. Ludger zu Duisburg-Neudorf ist eine im Jahr 1897 erbaute neugotische Basilika.

## Geschichte und Beschreibung
1880 wurde der S. Ludgeri-Bürger-Bauverein gegründet, welcher 1887 ein Grundstück an der Mülheimer Straße erwarb und 1889/90 darauf zunächst eine Notkirche errichtete. Am 5. August 1892 wurde die Gemeinde von der Mutterpfarrei Liebfrauen in Duisburg abgetrennt. Die Kirche wurde durch den Architekten Dietrich Hofferek 1897 im Stil der historischen Gotik entworfen. Bemerkenswert an der dreischiffigen Kirche mit Querhaus war der mächtige Turm mit Spitzhelm, an dessen Kanten sich vier weitere spitze Türmchen befinden. Zwei eben solche Türmchen finden sich auch an den Enden des Querschiffs. Stiltypische Merkmale sind das Strebewerk, die dreibahnigen Maßwerkfenster und das Rippengewölbe. Sie wurde am 16. Oktober 1898 durch Hermann Dingelstad konsekriert. Nach Behebung der Kriegsschäden aus dem Zweiten Weltkrieg wurde dort am 8. Juni 1952 ein neuer Hauptaltar konsekriert.

## Ausstattung
Der Altarraum wurde nach den Entwürfen des Architekten der Kirche angelegt. Die Sitze, Ambo und Legile, Leuchter, Altargitter und Altarkreuz wurden von Klaus Pohl angefertigt. Der Taufbrunnen auf der rechten Seite des Altarraums, dessen Schaft mit den zwölf Aposteln gestaltet ist, wurde 1927 von Hans Dinnendahl geschaffen. Auf der linken Seite des Altarraums befindet sich die Marienkapelle. Das Marienmosaik ist eine Nachbildung aus den vatikanischen Werkstätten und ist eine Kopie des Salus populi romani von Santa Maria Maggiore in Rom. Das Marienbild ist eine handgefertigte Kopie des bekannten Gnadenbildes der Immerwährenden Hilfe in Rom, welches zum Typ der griechischen Passionsmadonnen aus dem 16. Jahrhundert zählt. Die Darstellung des Heiligen Josef stammt aus der Schule der Nazarener.
Der Beichtstuhl am Kettenportal ist mit gehaltvollen Schnitzereien verziert.
Die großen Chorfenster sind eine Arbeit von Trude Dinnendahl aus Kaiserwerth, die übrigen Fenster der Kirche wurden von Maria Katzgrau aus Aachen geschaffen.
Die Ausmalung der Raumschale führte Dieter Berchem aus Essen-Borbeck aus.

## Orgel
Die Orgel der Ludgerikirche in Duisburg war bis zum Jahr 2009 die größte Orgel der Stadt Duisburg. Das Vorgängerinstrument mit insgesamt 80 Registern auf vier Manualen und Pedal wurde im Jahr 1940 errichtet. Aufgrund der enormen Größe der Orgel musste dabei unter anderem das Fenster über dem Hauptportal zugemauert werden. Das Instrument wurde jedoch drei Jahre nach der Errichtung im Jahr 1943 bei Bombenangriffen im Zweiten Weltkrieg stark beschädigt. Erst in den 1950er Jahren konnte über einen Neubau der Orgel nachgedacht werden. Aus den zunächst geplanten 70 Registern, verteilt auf vier Manualen und Pedal, wurden beim Wiederaufbau der Orgel 61 Register auf drei Manualen und Pedal. Die Orgel wurde im Jahr 1961 von der Firma Orgelbau Romanus Seifert & Sohn aus Kevelaer gefertigt, die bereits die alte Orgel 1940 errichtet hatte. Dabei wurden Teile der alten Orgel übernommen. Im Jahr 2000 erfolgten eine Restaurierung und Erweiterung des Instruments auf insgesamt 64 Register. Am 29. Oktober 2000 wurde die Orgel neu geweiht. Die Restaurierungsarbeiten wurden wieder von der Orgelbaufirma Seifert ausgeführt. Die Disposition lautet im Einzelnen:
| I Hauptwerk C– |                   |       |
| 1.             | Praestant         | 16′   |
| 2.             | Bordun            | 16′   |
| 3.             | Principal         | 8′    |
| 4.             | Nachthorn Gedeckt | 8′    |
| 5.             | Spitzgambe        | 8′    |
| 6.             | Octave            | 4′    |
| 7.             | Rohrflöte         | 4′    |
| 8.             | Nasat             | 2 ⁄3′ |
| 9.             | Principal         | 2′    |
| 10.            | Waldflöte         | 2′    |
| 11.            | Rauschpfeife III  |       |
| 12.            | Mixtur V–VI       |       |
| 13.            | Terzcymbel III    |       |
| 14.            | Trompete          | 16′   |
| 15.            | Trompete          | 8′    |
| 16.            | Helltrompete      | 4′    |

| II Rückpositiv C– |                |       |
| 17.               | Rohrgedeckt    | 8′    |
| 18.               | Quintade       | 8′    |
| 19.               | Praestant      | 4′    |
| 20.               | Blockflöte     | 4′    |
| 21.               | Octav          | 2′    |
| 22.               | Spitzflöte     | 2′    |
| 23.               | Quinte         | 1 ⁄3′ |
| 24.               | Nachthorn      | 1′    |
| 25.               | Sesquialter II |       |
| 26.               | Scharff IV     |       |
| 27.               | Dulcian        | 16′   |
| 28.               | Krummhorn      | 8′    |

| III Schwellwerk C– |                  |        |
| 29.                | Quintadena       | 16′    |
| 30.                | Principal        | 8′     |
| 31.                | Holzflöte        | 8′     |
| 32.                | Lieblich Gedeckt | 8′     |
| 33.                | Weidenpfeife     | 8′     |
| 34.                | Octave           | 4′     |
| 35.                | Gemshorn         | 4′     |
| 36.                | Metallflöte      | 4′     |
| 37.                | Quinte           | 2 ⁄3′  |
| 38.                | Superoctave      | 2′     |
| 39.                | Spillflöte       | 2′     |
| 40.                | Terz             | 1 3⁄5′ |
| 41.                | Sept             | 1 ⁄7′  |
| 42.                | Mixtur IV–V      |        |
| 43.                | Octavcymbel III  |        |
| 44.                | Fagott           | 16′    |
| 45.                | Tuba             | 8′     |
| 46.                | Kopftrompete     | 8′     |
| 47.                | Regal            | 4′     |

| Pedal C– |                |         |
| 48.      | Untersatz      | 32′     |
| 49.      | Principal      | 16′     |
| 50.      | Kontrabass     | 16′     |
| 51.      | Subbass        | 16′     |
| 52.      | Quintade       | 16′     |
| 53.      | Quinte         | 10 2⁄3′ |
| 54.      | Octavbass      | 8′      |
| 55.      | Bassflöte      | 8′      |
| 56.      | Choralbass     | 4′      |
| 57.      | Weitflöte      | 4′      |
| 58.      | Bauernpfeife   | 2′      |
| 59.      | Hintersatz VI  |         |
| 60.      | Contraposaune  | 32′     |
| 61.      | Posaune        | 16′     |
| 62.      | Bombarde       | 16′     |
| 63.      | Trompete       | 8′      |
| 64.      | Choraltrompete | 4′      |

## Kirchenmusiker
- Hans-Dieter Möller (1970–1977)